# Rachel, « La Tragédie »
Rachel, « La Tragédie »  est le titre d'une série de plusieurs huiles sur toile du peintre Jean-Léon Gérôme réalisées en 1859. La toile de format vertical est un portrait en pied de l’artiste Élisa Félix dite Rachel, en costume de tragédie. 
La toile est présentée au salon de 1861, en même temps que Phryné devant l'aréopage, Socrate venant chercher Alcibiade chez Aspasie et Les Deux Augures.

## Histoire
Ce portrait posthume est une commande de Sarah Félix, sœur de Rachel, peu de temps après la mort de l'artiste survenue le 3 janvier 1858. En effet, les deux sœurs étaient amies de Gérôme et fréquentaient son atelier.
Gérôme s'inspire du tableau d'Amaury-Duval de 1854, exposé au Salon de 1855, possédé par Émile de Girardin et d'une fresque exposée à Naples.
Il existe plusieurs versions de l’œuvre : 
- À la Comédie-Française, 218 × 137 cm
- Une Étude au Musée Carnavalet, 24 × 16 cm
- Une version dans une collection particulière, 33 × 22 cm
- Une Étude au Musée d'Art Dahesh à New-York, 10 ³⁄₄ × 63/4 in.

« Jamais la grande et si regrettée tragédienne n’a été mieux comprise que dans cette toile de Gérôme. L’expression du regard et le rouge de la draperie effrayeraient un turco, c’est tout dire »

— Le salon repeint, par H. Oulevay.

## Description
Rachel est personnifiée en Melpomène. Elle est habillée d’une longue robe rouge. Elle a les cheveux ceints par une couronne de laurier et un bandeau blanc. Elle tient dans ses mains un objet allongé doré, peut-être une épée. À droite se trouve une colonne avec des inscriptions et surmontée d’une statue. Sur une des versions, à gauche, se trouve un trépied inspiré par le recueil des collections du duc de Blacas. La statue est un oracle aux serpents qui fera l’objet d’une sculpture vers 1899. Le décor très sobre et sombre est une enfilade de colonne dorique. 
Elle est appuyée contre un piédestal décoré d'un relief d'un masque tragique ou d'inscription. Un masque de comédie est posé sur le dessus.
Sur l’une des toiles est écrit en lettres grecques « Sophocle, Eschyle, Euripide » et en lettre latines « Corneille, Racine » et « Phèdre, Hermione, Camille, Monime, Roxane, Pauline » (noms de certains des personnages que Rachel a interprété). Sur une autre version, on trouve l'inscription sur la base, à droite : ΣΌΦΟ… / ΑΙΣΞΥ… / ΕΥΡΙΠ…. (Sophocle, Eschyle, Euripide).
La toile est signée en bas J.L GÉRÔME et MDCCMIX.

## Galerie

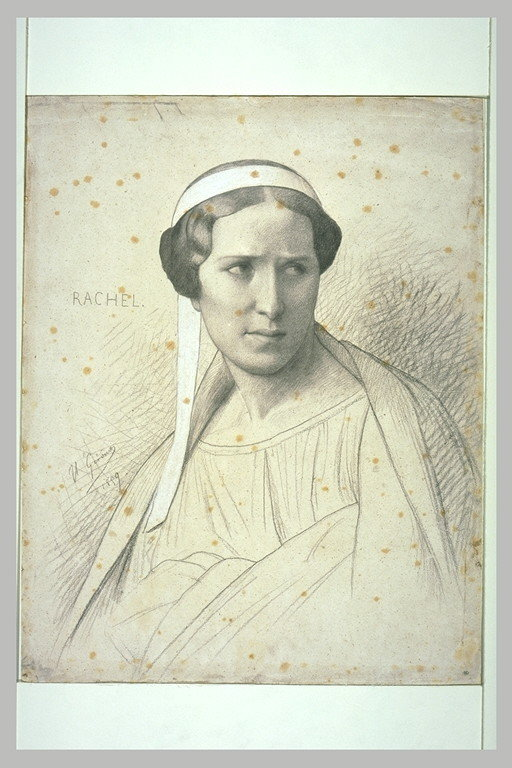
Portrait de Rachel d'après une Photographie de Nadar.
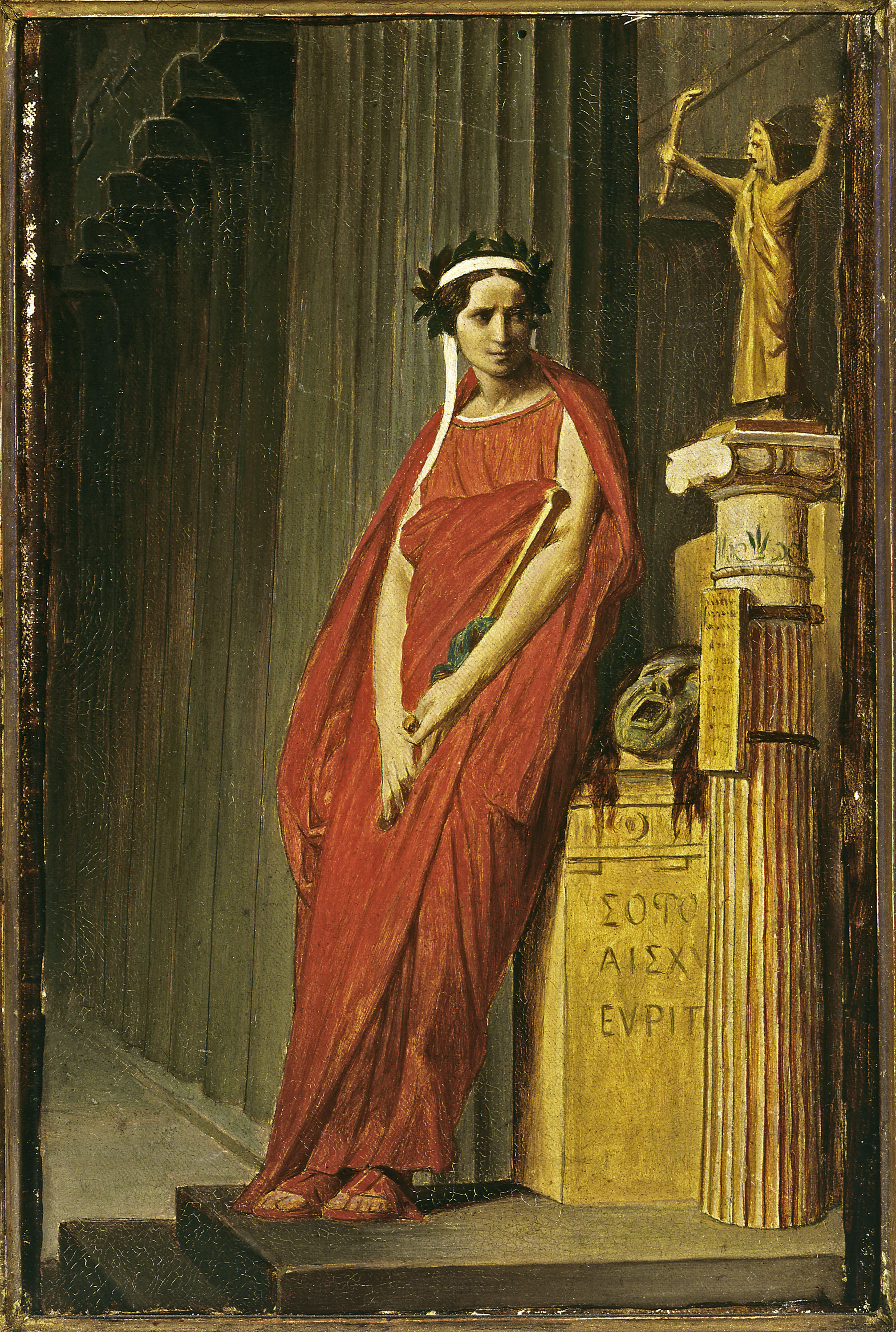
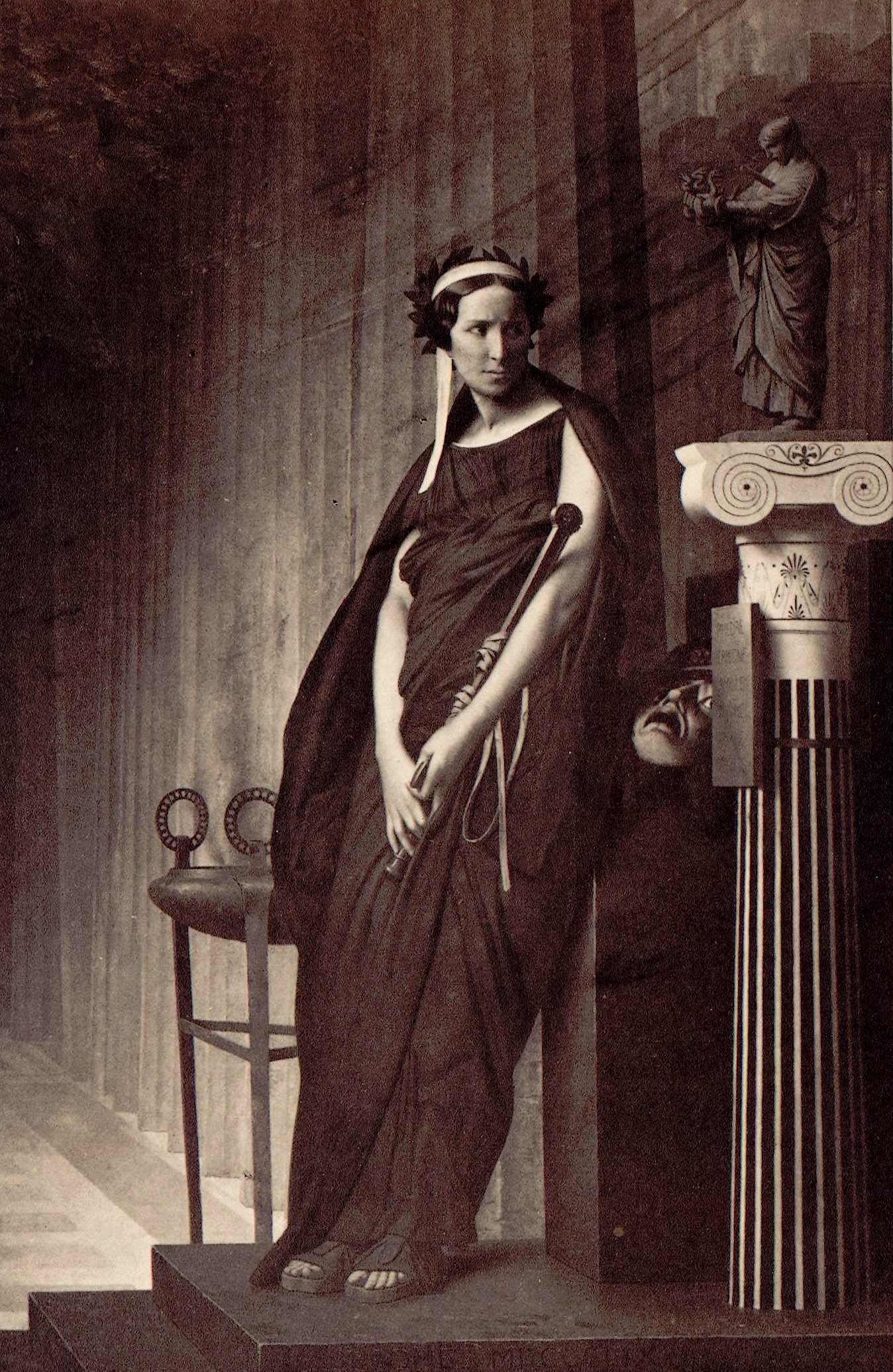
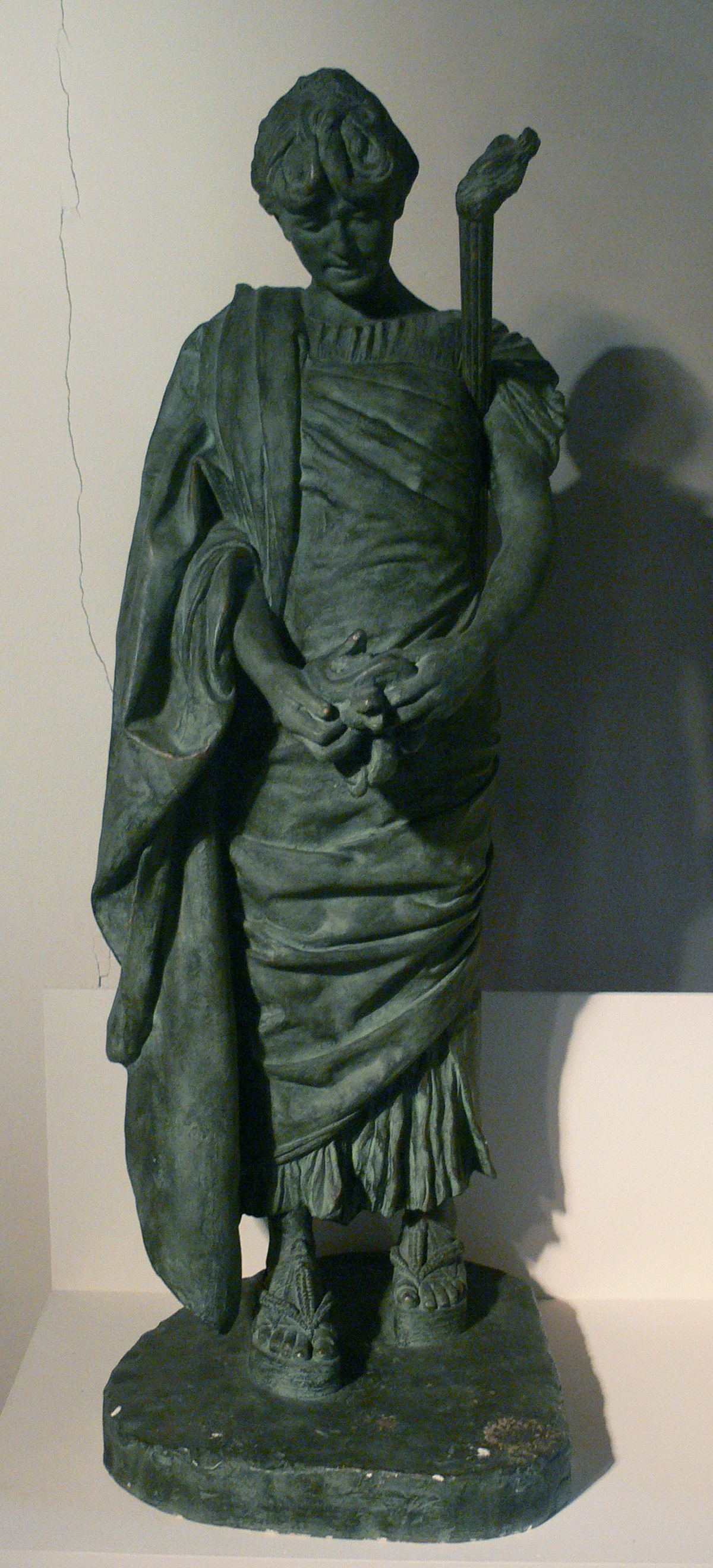
L'oracle aux serpents
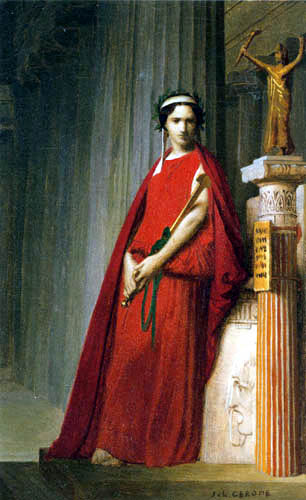
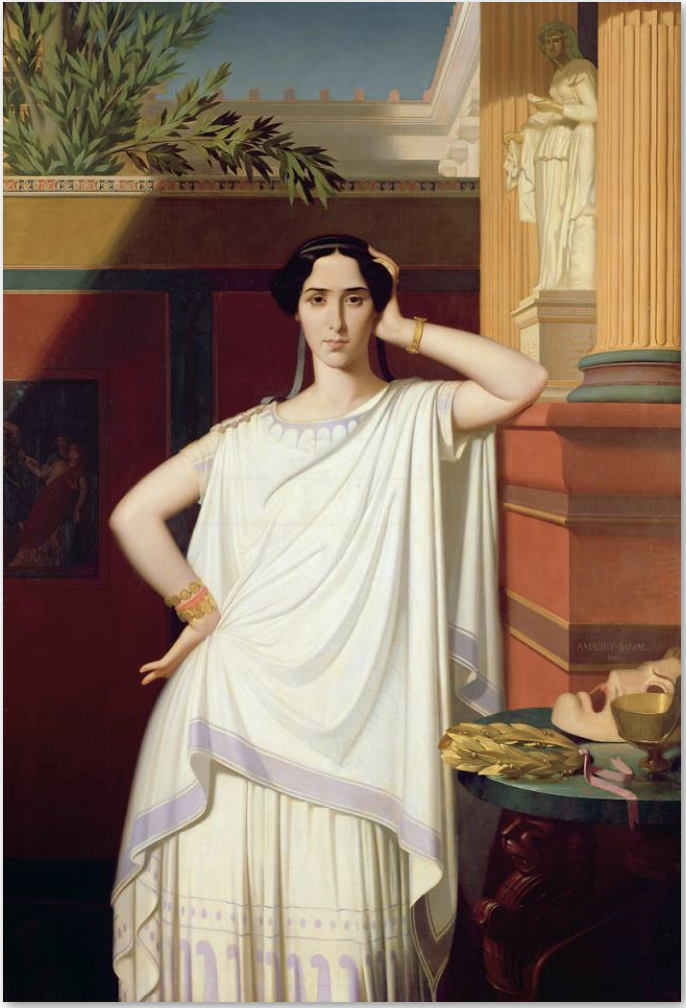
Version de Rachel par Amaury-Duval.
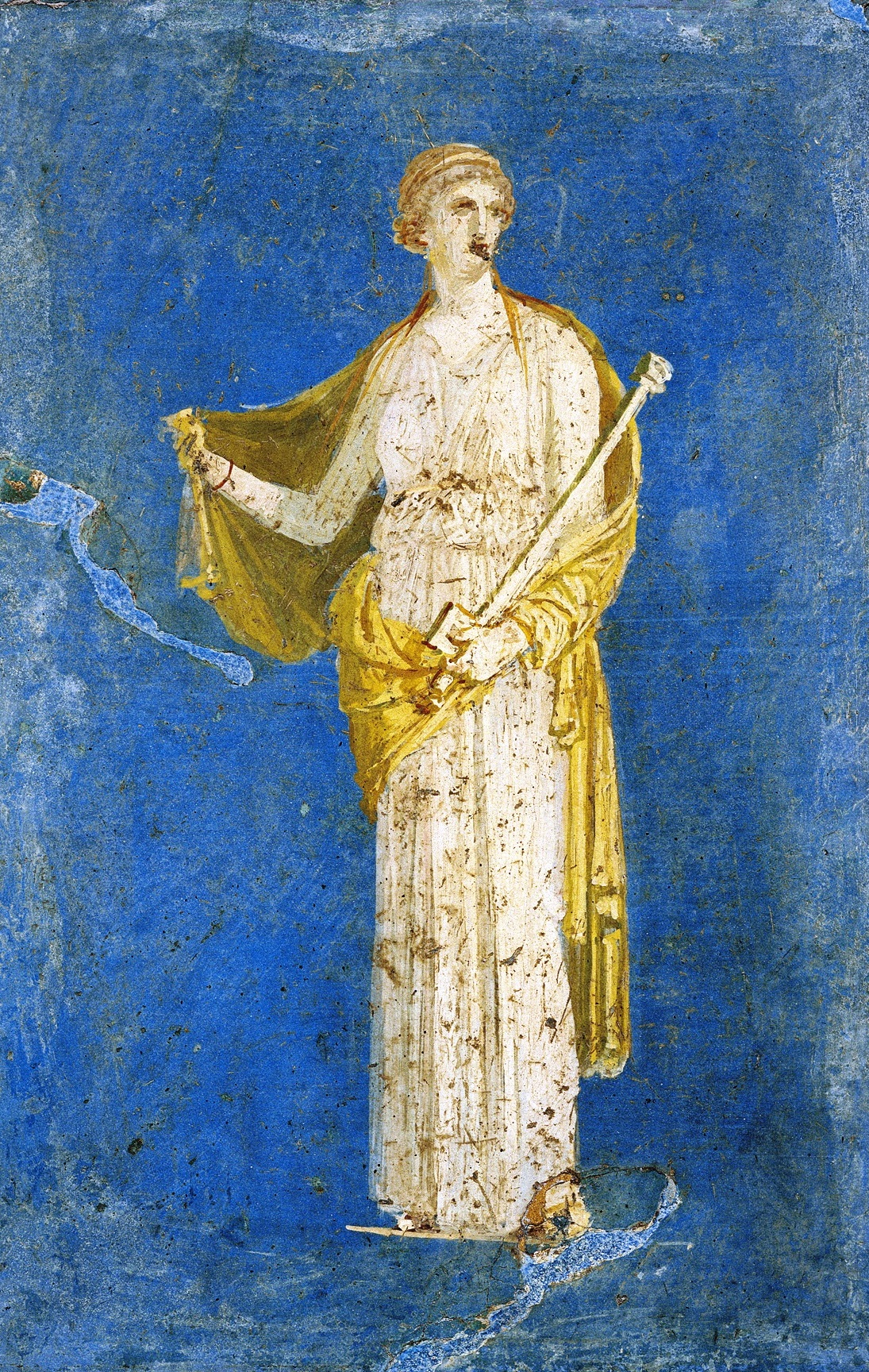
Fresque de Médée qui a influencé Gérôme.